# Simulium ornatum
Simulium ornatum ist ein Zweiflügler aus der Familie der Kriebelmücken (Simuliidae).

## Merkmale
Die Mücken sind vier bis fünf Millimeter lang. Beim Weibchen ist die Tarsalklaue mit einem Basalzahn versehen und das erste Glied der Tarsen der Vorderbeine ist flach und breit. Das zweite Glied der Tarsen der Hinterbeine hat eine tiefe Kerbe. Das Mesonotum des Weibchens hat eine silberfarbene Hufeisenzeichnung. Die Schienen (Tibien) der Hinterbeine sind beim Weibchen zur Hälfte gelblich weiß gefärbt.

## Vorkommen und Lebensweise
Die Tiere sind von Westeuropa bis Kasachstan verbreitet.